# Amundsenov zaliv
Amundsenov zaliv je zaliv Beaufortovega morja v Arktičnem oceanu, vzhodno od izliva reke Mackenzie na severni obali Kanade; med kanadskim kopnim ter Viktorijinim in Banksovim otokom.
Zaliv je 400 km dolg in 150 km širok. Večji del leta je zaliv prekrit z ledom.
Zaliv se imenuje po Roaldu Amundsenu.